# Подгущка
Подгущка (пол. Podhuszczka) — село в Польщі, у гміні Скербешів Замойського повіту Люблінського воєводства. Населення — 154 особи (2011).

## Історія
За даними етнографічної експедиції 1869—1870 років під керівництвом Павла Чубинського, у селі переважно проживали польськомовні римо-католики, меншою мірою — греко-католики, які також розмовляли польською.
У 1975—1998 роках село належало до Замойського воєводства.

## Демографія
Демографічна структура станом на 31 березня 2011 року:
|          | Загалом | Допрацездатний вік | Працездатний вік | Постпрацездатний вік |
| -------- | ------- | ------------------ | ---------------- | -------------------- |
| Чоловіки | 76      | 27                 | 37               | 12                   |
| Жінки    | 78      | 21                 | 34               | 23                   |
| Разом    | 154     | 48                 | 71               | 35                   |